# A Través de Flandes 2013
La 68.ª edición de A Través de Flandes tuvo lugar el 20 de marzo de 2013. Tuvo un recorrido de 199,7 km entre Roeselare y Waregem.
La carrera formó parte del UCI Europe Tour 2012-2013, en categoría 1.HC.
La carrera fue ganada por el corredor italiano Oscar Gatto del equipo Vini Fantini-Selle Italia, en segundo lugar Borut Božič (Astana) y en tercer lugar Mathew Hayman (Sky).

## Equipos participantes
Fueron los siguientes 23 equipos los que participaron en la carrera:
| ProTeams (14)- AG2R La Mondiale - Argos-Shimano - Astana - Lampre-Merida - Lotto-Belisol - Movistar Team - Omega Pharma-Quick Step - Orica-GreenEDGE - Blanco - Sky - Garmin Sharp - RadioShack-Leopard - Katusha - Vacansoleil-DCM Equipos continentales profesionales (8)- Accent Jobs-Wanty - Champion System - Cofidis, Solutions Crédits - Vini Fantini-Selle Italia - Crelan-Euphony - RusVelo - NetApp-Endura - IAM Cycling Equipo continental- An Post-ChainReaction |
| |

## Clasificación final
La clasificación final de la carrera fue:
| \| Clasificación general \| Clasificación general \| Clasificación general \| Clasificación general \| Clasificación general \| \| Ciclista \| Ciclista \| Equipo \| Tiempo \| \| \| --------------------- \| --------------------- \| ------------------------- \| --------------------- \| --------------------- \| \| 1.º \| Oscar Gatto \| Vini Fantini-Selle Italia \| 4 h 43 min 40 s \| \| \| 2.º \| Borut Božič \| Astana \| + 0 s \| \| \| 3.º \| Mathew Hayman \| Team Sky \| + 0 s \| \| \| 4.º \| Mirko Selvaggi \| Vacansoleil-DCM \| + 0 s \| \| \| 5.º \| Thomas Voeckler \| Team Europcar \| + 0 s \| \| \| 6.º \| Nikolas Maes \| Omega Pharma-Quick Step \| + 0 s \| \| \| 7.º \| Jens Debusschere \| Lotto-Belisol \| + 0 s \| \| \| 8.º \| Maxim Iglinskiy \| Astana \| + 0 s \| \| \| 9.º \| Ian Stannard \| Team Sky \| + 4 s \| \| \| 10.º \| Stijn Vandenbergh \| Omega Pharma-Quick Step \| + 24 s \| \| |                   |                           |                 |
| |                   |                           |                 |
| |                   |                           |                 |
| Clasificación general |                   |                           |                 |
| Ciclista | Ciclista          | Equipo                    | Tiempo          |
| 1.º | Oscar Gatto       | Vini Fantini-Selle Italia | 4 h 43 min 40 s |
| 2.º | Borut Božič       | Astana                    | + 0 s           |
| 3.º | Mathew Hayman     | Team Sky                  | + 0 s           |
| 4.º | Mirko Selvaggi    | Vacansoleil-DCM           | + 0 s           |
| 5.º | Thomas Voeckler   | Team Europcar             | + 0 s           |
| 6.º | Nikolas Maes      | Omega Pharma-Quick Step   | + 0 s           |
| 7.º | Jens Debusschere  | Lotto-Belisol             | + 0 s           |
| 8.º | Maxim Iglinskiy   | Astana                    | + 0 s           |
| 9.º | Ian Stannard      | Team Sky                  | + 4 s           |
| 10.º | Stijn Vandenbergh | Omega Pharma-Quick Step   | + 24 s          |

## UCI Europe Tour
La carrera otorgó puntos para el UCI Europe Tour 2012-2013, solamente para corredores de equipos Profesional Continental y  Continental. La siguiente tabla corresponde al baremo de puntuación:
| Posición   | 1.º | 2.º | 3.º | 4.º | 5.º | 6.º | 7.º | 8.º | 9.º | 10.º | 11.º | 12.º | 13.º | 14.º | 15.º |
| Puntuación | 100 | 70  | 40  | 30  | 25  | 20  | 15  | 10  | 9   | 8    | 7    | 6    | 5    | 4    | 3    |

| Ciclista          | Equipo                  | Puntos |
| ----------------- | ----------------------- | ------ |
| Oscar Gatto       | Vini Fantini            | 100    |
| Borut Božič       | Astana                  | 70     |
| Mathew Hayman     | Sky                     | 40     |
| Mirko Selvaggi    | Vacansoleil-DCM         | 30     |
| Thomas Voeckler   | Europcar                | 25     |
| Nikolas Maes      | Omega Pharma-Quick Step | 20     |
| Jens Debusschere  | Lotto-Belisol           | 15     |
| Maxim Iglinskiy   | Astana                  | 10     |
| Ian Stannard      | Sky                     | 9      |
| Stijn Vandenbergh | Omega Pharma-Quick Step | 8      |
| Niki Terpstra     | Omega Pharma-Quick Step | 7      |
| Sébastien Turgot  | Europcar                | 6      |
| Bert-Jan Lindeman | Vacansoleil-DCM         | 5      |
| Maxime Vantomme   | Crelan-Euphony          | 4      |
| Björn Leukemans   | Vacansoleil-DCM         | 3      |